# 高槻市立大冠小学校
高槻市立大冠小学校（たかつきしりつ おおかんむりしょうがっこう）は、大阪府高槻市天川町にある公立小学校。本校の校内の案内には英語表記がある。

## 沿革
- 1965年 - 高槻市立高槻小学校より分離開校
- 1967年 - 体育館・プール完工、養護学級設置
- 1968年 - 高槻市立南大冠小学校を分離
- 1969年 - 高槻市立北大冠小学校を分離
- 1973年 - 高槻市立冠小学校を分離
- 1976年 - 高槻市立松原小学校を分離
- 1997年 - コンピュータ室新設

## 交通アクセス
- 阪急京都線 高槻市駅下車徒歩約20分
- 高槻市営バス大冠校前下車徒歩5分

## 通学区域
東天川1～3丁目、藤の里町、天川町、天川新町、日向町、須賀町の北側